# Augustin Sageret
Augustin Sageret (1763 – 1851)  foi um botânico francês pioneiro da genética e hibridação vegetal.